# Erin Hunter
Erin Hunter est le pseudonyme commun de trois romancières britanniques, Kate Cary, Cherith Baldry et Victoria Holmes, rejointes ensuite par l'Américaine Tui Sutherland, l'Israélienne Inbali Iserles et les Britanniques Gillian Philip et Rosie Best. Ces écrivaines se relaient pour écrire les livres des séries La Guerre des clans, La Quête des ours, Survivants, Bravelands, ainsi que Les Messagers du Dragon. Elles ont inventé le nom Erin Hunter pour faciliter la recherche de leurs livres dans les librairies ou bibliothèques.

## Œuvres

### UniversLa Guerre des clans

#### Cycle I:La Guerre des clans
1. Retour à l'état sauvage, Pocket Jeunesse, 2005 ((en) Into the Wild, 2003)
2. À feu et à sang, Pocket Jeunesse, 2005 ((en) Fire and Ice, 2003)
3. Les Mystères de la forêt, Pocket Jeunesse, 2006 ((en) Forest of Secrets, 2003)
4. Avant la tempête, Pocket Jeunesse, 2007 ((en) Rising Storm, 2004)
5. Sur le sentier de la guerre, Pocket Jeunesse, 2007 ((en) A Dangerous Path, 2004)
6. Une sombre prophétie, Pocket Jeunesse, 2008 ((en) The Darkest Hour, 2004)

#### Cycle II:La Dernière Prophétie
1. Minuit, Pocket Jeunesse, 2008 ((en) Midnight, 2005)
2. Clair de lune, Pocket Jeunesse, 2009 ((en) Moonrise, 2005)
3. Aurore, Pocket Jeunesse, 2009 ((en) Dawn, 2005)
4. Nuit étoilée, Pocket Jeunesse, 2010 ((en) Starlight, 2006)
5. Crépuscule, Pocket Jeunesse, 2010 ((en) Twilight, 2006)
6. Coucher de soleil, Pocket Jeunesse, 2011 ((en) Sunset, 2007)

#### Cycle III:Le Pouvoir des Étoiles
1. Vision, Pocket Jeunesse, 2011 ((en) The Sight, 2007)
2. Rivière noire, Pocket Jeunesse, 2012 ((en) Dark River, 2007)
3. Exil, Pocket Jeunesse, 2012 ((en) Outcast, 2008)
4. Éclipse, Pocket Jeunesse, 2013 ((en) Eclipse, 2008)
5. Pénombre, Pocket Jeunesse, 2013 ((en) Long Shadows, 2008)
6. Soleil levant, Pocket Jeunesse, 2014 ((en) Sunrise, 2009)

#### Cycle IV:Les Signes du destin
1. La Quatrième Apprentie, Pocket Jeunesse, 2014 ((en) The Fourth Apprentice, 2009)
2. Un écho lointain, Pocket Jeunesse, 2015 ((en) Fading Echoes, 2010)
3. Des murmures dans la nuit, Pocket Jeunesse, 2015 ((en) Night Whispers, 2010)
4. L'Empreinte de la lune, Pocket Jeunesse, 2016 ((en) Sign of the Moon, 2011)
5. La Guerrière oubliée, Pocket Jeunesse, 2016 ((en) The Forgotten Warrior, 2011)
6. Le Dernier Espoir, Pocket Jeunesse, 2017 ((en) The Last Hope, 2012)

#### Cycle V:L'Aube des clans
1. Le sentier du soleil, Pocket Jeunesse, 2017 ((en) The Sun Trail, 2013)
2. Coup de tonnerre, Pocket Jeunesse, 2018 ((en) Thunder Rising, 2013)
3. La Première bataille, Pocket Jeunesse, 2018 ((en) The First Battle, 2014)
4. L'Étoile Flamboyante, Pocket Jeunesse, 2019 ((en) Blazing Star, 2014)
5. Une forêt divisée, Pocket Jeunesse, 2019 ((en) A Forest Divided, 2015)
6. Le sentier des étoiles, Pocket Jeunesse, 2020 ((en) Path of Stars, 2015)

#### Cycle VI:De l'ombre à la lumière
1. La quête de l'apprenti, Pocket Jeunesse, 2020 ((en) The Apprentice's Quest, 2016)
2. Ombre et Tonnerre, Pocket Jeunesse, 2021 ((en) Thunder and Shadow, 2016)
3. Éclats de Ciel, Pocket Jeunesse, 2021 ((en) Shattered Sky, 2017)
4. Péril nocturne, Pocket Jeunesse, 2022 ((en) Darkest Night, 2017)
5. La rivière de feu, Pocket Jeunesse, 2022 ((en) River of Fire, 2018)
6. Au cœur de la tourmente, Pocket Jeunesse, 2023 ((en) The Raging Storm, 2018)

#### Cycle VII:La Trahison du code
1. Étoiles perdues, Pocket Jeunesse, 2023 ((en) Lost Stars, 2019), 336 p.  (ISBN 978-2-266-33168-5)
2. L'imposteur, Pocket Jeunesse, 2024 ((en) The Silent Thaw, 2019), 384 p.  (ISBN 978-2-266-33448-8)
3. Voile d'ombres, Pocket Jeunesse, 2024 ((en) Veil of Shadows, 2020), 336 p.  (ISBN 978-2-266-33449-5)
4. Ténèbres intérieures, Pocket Jeunesse, 2025 ((en) Darkness Within, 2020), trad. Aude Carlier, 384 p.  (ISBN 978-2-266-34206-3)
5. Le Silence des étoiles, Pocket Jeunesse, 2025 ((en) The Place of No Stars, 2021), trad. Aude Carlier, 320 p.  (ISBN 978-2-266-34207-0)À paraître le 11 septembre 2025
6. (en) A Light in the Mist, 2021

#### Cycle VIII:A Starless Clan
1. (en) River, 2022
2. (en) Sky, 2022
3. (en) Shadow, 2023
4. (en) Thunder, 2023
5. (en) Wind, 2024
6. (en) Star, 2024

#### Cycle IX:Changing Skies
1. (en) The Elders' Quest, 2025
2. (en) Hidden Moon, 2025À paraître le 4 novembre 2025

#### Hors-séries
1. La Quête d’Étoile de Feu, Pocket Jeunesse, 2010 ((en) Firestar's Quest, 2007)
2. La Prophétie d'Étoile Bleue, Pocket Jeunesse, 2013 ((en) Bluestar's Prophecy, 2009)
3. Le Destin d'Étoile de Feuille, Pocket Jeunesse, 2020 ((en) Skyclan's Destiny, 2010)
4. La Promesse de l'élu, Pocket Jeunesse, 2014 ((en) Crookedstar's Promise, 2011)
5. Le Secret de Croc Jaune, Pocket Jeunesse, 2015 ((en) Yellowfang's Secret, 2012)
6. La Vengeance d'Étoile Filante, Pocket Jeunesse, 2019 ((en) Tallstar's Revenge, 2013)
7. L'Épreuve d'Étoile de Ronce, Pocket Jeunesse, 2018 ((en) Bramblestar's Storm, 2014)
8. La Vision de Vol du Papillon, Pocket Jeunesse, 2021 ((en) Moth Flight's Vision, 2015)
9. Le Voyage d'Aile de Faucon, Pocket Jeunesse, 2022 ((en) Hawkwing's Journey, 2016)
10. L'Ombre de Cœur de Tigre, Pocket Jeunesse, 2023 ((en) Tigerheart's Shadow, 2017), 496 p.  (ISBN 978-2-266-33166-1)
11. Le Combat de Plume de Jais, Pocket Jeunesse, 2025 ((en) Crowfeather's Trial, 2018), trad. Aude Carlier, 464 p.  (ISBN 978-2-266-34204-9)
12. L'Espoir de Poil d'Écureuil, Pocket Jeunesse, 2024 ((en) Squirrelflight's Hope, 2019), 496 p.  (ISBN 978-2-266-31461-9)
13. (en) Graystripe's Vow, 2020
14. (en) Leopardstar's Honor, 2021
15. (en) Onestar's Confession, 2022
16. (en) Riverstar's Home, 2023
17. (en) Ivypool's Heart, 2024
18. (en) StormClan's Folly, 2025À paraître le 26 août 2025

#### Livres numériques
Les livres numériques sont regroupés par trois en édition papier.
1. (en) The Untold Stories, 2013
  1. L'Histoire de Feuille de Houx, 1221, 2020 ((en) Hollyleaf's Story, 2012)
  2. Le Signe d'Étoile de Brume, 1221, 2020 ((en) Mistystar's Omen, 2012)
  3. Le Voyage d'Étoile de Givre, 1221, 2016 ((en) Cloudstar's Journey, 2013)
2. (en) Tales from the Clans, 2014
  1. La Fureur de Griffe de Tigre, 1221, 2016 ((en) Tigerclaw's Fury, 2013)
  2. Le Souhait de Feuille de Lune, 1221, 2016 ((en) Leafpool's Wish, 2013)
  3. Le Silence d'Aile de Colombe, 1221, 2020 ((en) Dovewing's Silence, 2014)
3. La Guerre des clans : Recueil de trois nouvelles, Pocket Jeunesse, 2022 ((en) Shadows of the Clans, 2016), 336 p.  (ISBN 978-2-266-33090-9)
  1. La Vengeance d'Ombre d’Érable, 1221, 2021 ((en) Mapleshade's Vengeance, 2015)
  2. La Malédiction de Plume d'Oie, 1221, 2021 ((en) Goosefeather's Curse, 2015)
  3. Les Adieux de Nuage de Jais, 1221, 2021 ((en) Ravenpaw's Farewell, 2016)
4. La Guerre des clans : Recueil de trois nouvelles - Livre II, Pocket Jeunesse, 2025 ((en) Legends of the Clans, 2017), trad. Aude Carlier, 360 p.  (ISBN 978-2-266-35062-4)
  1. Le Cœur de Petite Feuille, 1221, 2023 ((en) Spottedleaf's Heart, 2017)
  2. Le Choix d'Étoile de Sapin, 1221, 2023 ((en) Pinestar's Choice, 2017)
  3. L'Écho d'Étoile du Tonnerre, 1221, 2023 ((en) Thunderstar's Echo, 2017)
5. (en) Path of a Warrior, 2019
  1. (en) Redtail's Debt, 2019
  2. (en) Tawnypelt's Clan, 2019
  3. (en) Shadowstar's Life, 2019
6. (en) A Warrior's Spirit, 2020
  1. (en) Pebbleshine's Kits, 2020
  2. (en) Tree's Roots, 2020
  3. (en) Mothwing's Secret, 2020
7. (en) A Warrior's Choice, 2021
  1. (en) Daisy's Kin, 2021
  2. (en) Blackfoot's Reckoning, 2021
  3. (en) Spotfur's Rebellion, 2021

#### Romans illustrés

##### SérieLes Aventures de Plume Grise
Cette trilogie se déroule entre le tome 3 du cycle 2 et le tome 1 du cycle 3. Plume Grise, capturé par les Bipèdes, tente de retrouver son Clan avec l’aide de Millie, sa nouvelle amie. Grâce à un ancien compagnon (Nuage de Jais), Étoile de Feu retrouve son meilleur ami.
1. Le Guerrier perdu, Pocket Jeunesse, 2013 ((en) The Lost Warrior, 2007)
2. Le Refuge du guerrier, Pocket Jeunesse, 2013 ((en) Warrior's Refuge, 2007)
3. Le Retour du guerrier, Pocket Jeunesse, 2013 ((en) Warrior's Return, 2008)

- Les Aventures de Plume Grise, Pocket Jeunesse, 2024 ((en) Graystripe's Adventure, 2017), 272 p.  (ISBN 978-2-266-34184-4)

##### SérieÉtoile de Tigre et Sacha
Cette trilogie raconte comment Étoile du Tigre et Sacha se sont rencontrés, comment ils ont eu leurs enfants (Plume de Faucon et Papillon) et pourquoi Sacha a décidé de les confier au Clan de la Rivière.
1. Seule dans les bois, Pocket Jeunesse, 2015 ((en) Into the Woods, 2008)
2. En fuite !, Pocket Jeunesse, 2015 ((en) Escape from the Forest, 2009)
3. Retour aux clans, Pocket Jeunesse, 2015 ((en) Return to the Clans, 2009)

##### SérieLe Destin de Nuage de Jais
Cette trilogie se déroule entre les premier et second cycles. Les chats du Clan du Sang n’ont pas arrêté de causer des ennuis aux chats de la forêt : ils chassent Nuage de Jais et Gerboise de leur ferme et volent le gibier des chats sauvages. Comment les en empêcher ?
1. Une paix menacée, Pocket Jeunesse, 2014 ((en) Shattered Peace, 2009)
2. Un clan menacé, Pocket Jeunesse, 2014 ((en) A Clan in Need, 2010)
3. Un cœur de guerrier, Pocket Jeunesse, 2014 ((en) The Heart of a Warrior, 2010)

- Le Destin de Nuage de Jais, Pocket Jeunesse, 2025 ((en) Ravenpaw's Path, 2018), trad. Aude Carlier, 272 p.  (ISBN 978-2-266-34970-3)

##### SérieLe Clan du Ciel et l'Étranger
La saison des feuilles nouvelles est à venir, et Étoile de Feuille est fière de voir prospérer le Clan du Ciel sous sa direction. Les bois sont pleins de proie, l'antre des guerriers est pleine, et Étoile de Feuille attend des petits. Mais un étranger se cache près du territoire du Clan, et les nouveau-nés d´Étoile de Feuille ainsi que le reste du jeune clan pourraient être en danger. Avec les encouragements d´Étoile de Feuille, Sol, un ancien chat domestique, a rejoint les rangs du Clan du Ciel. Il rêve de devenir un grand guerrier, et promet d'être utile et courageux. Mais Étoile de Feuille commence bientôt à se demander si Sol respecte les règles du code guerrier. Et lorsque des actions de Sol conduisent à une catastrophe périlleuse pour le Clan, Étoile de Feuille doit comprendre si elle peut faire lui confiance-avant qu'il ne soit trop tard.
1. Sauvetage, Pocket Jeunesse, 2020 ((en) The Rescue, 2011)
2. Le Code du guerrier, Pocket Jeunesse, 2020 ((en) Beyond the Code, 2011)
3. Après l'inondation, Pocket Jeunesse, 2020 ((en) After the Flood, 2012)

- Le Clan du Ciel et l'Étranger, Pocket Jeunesse, 2025 ((en) SkyClan and the Stranger, 2018), trad. Aude Carlier, 272 p.  (ISBN 978-2-266-34972-7)À paraître le 25 septembre 2025

##### Romans illustrés indépendants
- (en) The Rise of Scourge, 2008

Dans la ville qui borde la forêt, Tiny est un minuscule chaton qui vit chez ses maîtres en compagnie de son frère Chaussette et de sa sœur Ruby. Mais il est détesté par ces deux-là et se sent seul. Il décide donc un jour, de se rendre dans la forêt sans prendre en compte les avertissements des autres chats. Mais un chat du nom de Nuage de Tigre  l'attaque violemment pour défendre son territoire. Cette rencontre le laisse désemparé, avec une rancune profonde et un sentiment d'humiliation. Il s'enfuit de chez lui pour vivre en ville, encouragé par les mensonges de sa sœur Ruby qui souhaite se débarrasser de lui...
- Une ombre au clan de la rivière, Pocket Jeunesse, 2023 ((en) A Shadow in RiverClan, 2020), 208 p.  (ISBN 978-2-266-33085-5)

Jolie Plume, une guerrière du Clan de la Rivière, n'arrive pas à pardonner sa cheffe Etoile du Léopard pour avoir commandé de la tuer elle et son frère Pelage d'Orage sous le commandement cruel d'Etoile du Tigre. Elle repousse ses camarades de Clan et se retrouve seule la plupart du temps. Mais une solitaire, Sacha, arrive au Clan de la Rivière avec ses deux jeunes chatons, et Jolie Plume et Sacha devienne amies. Alors que Sacha révèle à Jolie Plume l'un de ses plus sombres secrets, Jolie Plume ne sait pas si elle pourra encore croire la parole d'un chat.
- Le Vent du changement, Pocket Jeunesse, 2023 ((en) Winds of Change, 2021), 208 p.  (ISBN 978-2-266-33086-2)

- L'Exil de Lune Noire, Pocket Jeunesse, 2024 ((en) Exile from Shadowclan, 2022), 208 p.  (ISBN 978-2-266-34183-7)

Le Clan de l'Ombre fait face à deux voies. Un seul sauvera son héritage. Au bord d'une terrible saison des feuilles mortes, le Clan de l'Ombre est au bord de sa propre destruction. Son chef, Etoile Brisée, ne pense qu'à se battre et à se venger. Son ancien mentor, le guerrier retraité Lune Noire, n'a pas eu un parcours facile, mais il a toujours fait passer ses compagnons de clan en premier. Aussi, lorsque Étoile Brisée bannit Lune Noire et le reste des anciens du Clan de l'Ombre aux confins du territoire du clan, Lune Noire est choqué par sa cruauté. Mais il est déterminé à s'assurer que lui et ses compagnons exilés survivent au gel à venir - et vivent pour réclamer le Clan de l'Ombre qu'ils ont toujours connu.
- (en) A Thief in ThunderClan, 2023

#### Histoires courtes
1. (en) Tigerstar: Heart of Evil or Misplaced Ambition?, 2009
2. (en) Why is Jaypaw Blind?, 2009
3. (en) Beyond the Code: Brightspirit's Mercy, 2009
4. (en) The Clans Decide, 2009
5. (en) Spottedleaf's Honest Answer, 2009
6. (en) After Sunset: We Need to Talk, 2009
7. (en) After Sunset: The Right Choice?, 2011
8. (en) The Elders' Concern, 2011
9. (en) The Death of Bright Stream, 2011

#### Guides
1. (en) Secrets of the Clans, 2007
2. (en) Cats of the Clans, 2008
3. (en) Code of the Clans, 2009
4. (en) Battles of the Clans, 2010
5. Le Guide illustré, Pocket Jeunesse, 2017 ((en) Enter the Clans, 2012)
6. (en) The Ultimate Guide, 2013

### UniversLa Quête des ours
Cette série suit les aventures de trois oursons (une ourse polaire, Kallik, un grizzly, Toklo, et une ourse noire, Lusa) qui voient leur monde de plus en plus menacé par l'intervention des hommes. Ils vont devoir s'unir pour survivre.

#### Cycle I:The Origin
1. L'aventure commence, Pocket Jeunesse, 2013 ((en) The Quest Begins, 2008)
2. Le Mystère du lac sacré, Pocket Jeunesse, 2013 ((en) Great Bear Lake, 2009)
3. Le Géant de feu, Pocket Jeunesse, 2014 ((en) Smoke Mountain, 2009)
4. Les Dernières Contrées sauvages, Pocket Jeunesse, 2014 ((en) The Last Wilderness, 2010)
5. Le Feu du ciel, Pocket Jeunesse, 2015 ((en) Fire in the Sky, 2010)
6. Les Esprits des étoiles, Pocket Jeunesse, 2015 ((en) Spirits in the Stars, 2011)

#### Cycle II:Return to the Wild
1. L'Île des ombres, Pocket Jeunesse, 2016 ((en) Island of Shadows, 2012)
2. La Mer qui fond, Pocket Jeunesse, 2016 ((en) The Melting Sea, 2012)
3. La Rivière maudite, Pocket Jeunesse, 2017 ((en) River of Lost Bear, 2013)
4. Le Territoire des loups, Pocket Jeunesse, 2017 ((en) Forest of Wolves, 2014)
5. L'Horizon céleste, Pocket Jeunesse, 2018 ((en) The Burning Horizon, 2015)
6. Le Jour le plus long, Pocket Jeunesse, 2018 ((en) The Longest Day, 2016)

#### Livres illustrés
1. (en) Toklo's Story, 2010
2. (en) Kallik's Adventure, 2011

### UniversSurvivants
Un jour, les hommes disparaissent, laissant les chiens seuls sur terre. Lucky, un chien solitaire va devoir s'unir aux siens pour survivre dans ce nouveau monde. De nombreux problèmes les attendront bien au-delà de la ville. Et de grandes décisions s'offriront à lui, doit-il rester avec ceux qu'il a toujours aimés et charriés ou rejoindre la meute sauvage dirigée par un demi-loup sans foi ni loi ?

#### Cycle I:Survivants
1. Lucky le solitaire, Pocket Jeunesse, 2015 ((en) The Empty City, 2012)
2. L'Ennemi dans l'ombre, Pocket Jeunesse, 2015 ((en) A Hidden Ennemy, 2013)
3. Des heures sombres, Pocket Jeunesse, 2016 ((en) Darknesse Falls, 2013)
4. La Croisée de chemins, Pocket Jeunesse, 2016 ((en) The Broken Path, 2014)
5. Le Lac sans fin, Pocket Jeunesse, 2017 ((en) The Endless Lake, 2014)
6. Lucky dans la tourmente, Pocket Jeunesse, 2017 ((en) Storm of Dogs, 2015)

#### Cycle II:The Gathering Darkness
1. (en) A Pack Divided, 2015
2. (en) Dead of Night, 2016
3. (en) Into the Shadows, 2017
4. (en) Red Moon Rising, 2017
5. (en) The Exile's Journey, 2018
6. (en) The Final Battle, 2019

#### Livres numériques
Les livres numériques sont regroupés par trois en édition papier.
1. (en) Tales from the Packs, 2015
  1. (en) Alpha's Tale, 2014
  2. (en) Sweet's Journey, 2015
  3. (en) Moon's Choice, 2015

### UniversBravelands

#### Cycle I:Bravelands
1. Nouvelle Alliance, Pocket Jeunesse, 2019 ((en) Broken Pride, 2017)
2. Le Code d'honneur, Pocket Jeunesse, 2020 ((en) Code of Honor, 2018)
3. Par le sang, Pocket Jeunesse, 2020 ((en) Blood and Bone, 2018)
4. La Menace des ombres, Pocket Jeunesse, 2021 ((en) Shifting Shadows, 2019)
5. Les Mangeurs d'âmes, Pocket Jeunesse, 2021 ((en) The Spirit-Eaters, 2020)
6. Le Serment des braves, Pocket Jeunesse, 2022 ((en) Oathkeeper, 2020)

#### Cycle II:Curse of the Sandtongue
1. (en) Shadows on the Mountain, 2021
2. (en) The Venom Spreads, 2022
3. (en) Blood on the Plains, 2022

#### Cycle III:Thunder on the Plains
1. (en) The Shattered Horn, 2023
2. (en) Breakers of the Code, 2024

### UniversLes Messagers du Dragon
Titre anglais de la série : Bamboo Kingdom.
1. Sauvés des eaux, Pocket Jeunesse, 2022 ((en) Creatures of the Flood, 2021), trad. Frédérique Fraisse, 272 p.  (ISBN 978-2-26632-114-3)
2. Une rivière de secrets, Pocket Jeunesse, 2022 ((en) River of Secrets, 2022), trad. Frédérique Fraisse, 272 p.  (ISBN 978-2-266-32115-0)
3. La Montagne aux défis, Pocket Jeunesse, 2023 ((en) Journey to the Dragon Mountain, 2023), trad. Frédérique Fraisse, 304 p.  (ISBN 978-2-266-32116-7)
4. Le Soleil noir, Pocket Jeunesse, 2024 ((en) The Dark Sun, 2023), trad. Frédérique Fraisse, 272 p.  (ISBN 978-2-266-32117-4)
5. Le Chemin de lumière, Pocket Jeunesse, 2025 ((en) The Lightning Path, 2024), trad. Frédérique Fraisse, 256 p.  (ISBN 978-2-266-34916-1)
6. (en) Fire and Ash, 2025